# MECAR SMK-RFL-40N
SMK-RFL-40N – belgijski nasadkowy granat dymny produkowany przez firmę MECAR SA.
Granat SMK-RFL-40N może być miotany przy pomocy dowolnego karabinu z urządzeniem wylotowym o średnicy 22 mm, przy pomocy naboju ślepego. Zasięg maksymalny wynosi 315 m. Granat produkowany jest w dwóch wersjach różniących się zastosowanym środkiem dymotwórczym. Wersja emitująca przez ok. 120 sekund dym pomarańczowy służy do wskazywania celów lotnictwu, wersja emitująca przez 150 sekund dym biały służy do stawiania zasłon dymnych.